# Samuel Johnson (ur. 1973)
Samuel Johnson (ur. 25 lipca 1973 w Akrze) – ghański piłkarz grający na pozycji defensywnego pomocnika.

## Kariera klubowa
Johnson był wychowankiem klubu Hearts of Oak wywodzącego się z jego rodzinnego miasta, Akry. W drużynie tej zadebiutował w 1991 roku w rozgrywkach ligi ghańskiej. Swój pierwszy i jedyny sukces z tym klubem osiągnął w 1994 roku, gdy wywalczył Puchar Ghany.
Latem 1995 roku Johnson wyjechał do Europy i został zawodnikiem greckiego klubu PAE Kalamata. Przez rok występował w rozgrywkach Alpha Ethniki, a następnie przeszedł do Anderlechtu, w którym spotkał swojego rodaka Yaw Preko. Trafił jednak na słabszy okres klubu i nie osiągnął większych sukcesów, a przez dwa sezony wystąpił w 37 meczach i strzelił 2 gole.
W 1998 Johnson przeniósł się do Turcji i wraz z Preko trafił do Gaziantepsporu. Zespół zajął 7. miejsce w tureckiej ekstraklasie, ale obaj Ghańczycy należeli do najlepszych zawodników zespołu, a ich postawa nie przeszła niezauważona przez trenera Fenerbahçe SK, Zdenka Zemana, który sprowadził obu zawodników do Stambułu. Już w 2001 roku Samuel wywalczył mistrzostwo Turcji, a w sezonie 2001/2002 wystąpił w fazie grupowej Ligi Mistrzów, ale Fenerbahçe przegrało w niej wszystkie 6 spotkań, a w lidze nie obroniło tytułu i zostało wicemistrzem kraju. W Fenerbahçe Johnson spędził także sezon 2002/2003, ale nie był on udany dla piłkarzy zwanych „Sarı Kanaryalar”, którzy zakończyli rozgrywki na 6. pozycji.
Latem 2003 Johnson wrócił do Gaziantepsporu, po raz kolejny w tym samym klubie spotykając swojego przyjaciela Preko. Poprowadzili oni ten klub do wysokiego 4. miejsca w lidze, ale po sezonie ich drogi rozeszły się – Johnson przeszedł do Kayserisporu, podczas gdy Yaw wyjechał do szwedzkiego Halmstads BK. W Kayserisporze Samuel grał do 2006, kiedy to postanowił zakończyć karierę. W barwach tego klubu był podstawowym zawodnikiem a największym sukcesem było zajęcie 5. miejsca w sezonach 2005/2006 i 2006/2007.
| Sezon   | Klub           | Kraj   | Rozgrywki               | Mecze | Bramki |
| ------- | -------------- | ------ | ----------------------- | ----- | ------ |
| 1991/92 | Hearts of Oak  | Ghana  | Ghana Premier League    | ?     | ?      |
| 1992/93 | Hearts of Oak  | Ghana  | Ghana Premier League    | ?     | ?      |
| 1993/94 | Hearts of Oak  | Ghana  | Ghana Premier League    | ?     | ?      |
| 1994/95 | Hearts of Oak  | Ghana  | Ghana Premier League    | ?     | ?      |
| 1995/96 | PAE Kalamata   | Grecja | Alpha Ethniki           | 20    | 6      |
| 1996/97 | RSC Anderlecht | Belgia | Eerste klasse           | 23    | 2      |
| 1997/98 | RSC Anderlecht | Belgia | Eerste klasse           | 14    | 0      |
| 1998/99 | Gaziantepspor  | Turcja | Süper Lig               | 33    | 2      |
| 1999/00 | Fenerbahçe SK  | Turcja | Süper Lig               | 23    | 4      |
| 2000/01 | Fenerbahçe SK  | Turcja | Süper Lig               | 21    | 5      |
| 2001/02 | Fenerbahçe SK  | Turcja | Süper Lig               | 29    | 5      |
| 2002/03 | Fenerbahçe SK  | Turcja | Süper Lig               | 30    | 4      |
| 2003/04 | Gaziantepspor  | Turcja | Süper Lig               | 30    | 3      |
| 2004/05 | Kayserispor    | Turcja | Süper Lig               | 30    | 6      |
| 2005/06 | Kayserispor    | Turcja | Süper Lig               | 30    | 2      |
| 2006/07 | Kayserispor    | Turcja | Süper Lig               | 18    | 0      |
|         |                |        | Łącznie w Alpha Ethniki | 20    | 6      |
|         |                |        | Łącznie w Eerste klasse | 37    | 2      |
|         |                |        | Łącznie w Süper Lig     | 246   | 29     |

## Kariera reprezentacyjna
W reprezentacji Ghany Johnson zadebiutował w 1994 roku i wtedy też został powołany do kadry na Puchar Narodów Afryki 1994, ale odpadł z nią już w ćwierćfinale po porażce 1:2 z Wybrzeżem Kości Słoniowej. Karierę reprezentacyjną zakończył w 2003 roku.